# Sheriff Dibba
Sheriff Mustapha Dibba (* 10. Januar 1937 in Farafenni; † 2. Juni 2008 in Banjul) war ein gambischer Politiker und ehemaliger Sprecher der Nationalversammlung des Landes. Er war Vorsitzender der Partei National Convention Party (NCP).

## Leben
| Parlamentswahl | Stimmen | Stimmanteil |
| -------------- | ------- | ----------- |
| 1960           | 5.020   | 52,78 %     |

| Parlamentswahl | Stimmen | Stimmanteil |
| -------------- | ------- | ----------- |
| 1962           | 3.851   | 92,48 %     |
| 1966           | 4.319   | 94,28 %     |
| 1972           | 2.931   | 70,69 %     |
| 1977           | 2.604   | 59,26 %     |
| 1982           | 2.252   | 48,70 %     |
| 1987           | 2.749   | 48,17 %     |
| 1992           | 3.233   | 53,70 %     |

Dibba war bis 1971 oder Juli 1974 als erster entsandter gambischer Botschafter in Brüssel mit einer Zuständigkeit für Belgien, die Niederlande und Luxemburg. Nach ihm übernahm Ebou Taal den Posten.
Dibba war Gambias erster Vizepräsident. Er gab diese Position 1975 ab und gründete später die National Convention Party. Nach den Wahlen im Jahr 1977 war die NCP die größte Oppositionspartei in Gambia.
Er wurde 1981 wegen angeblicher Beteiligung an einem vereitelten Putschversuch in Arrest genommen, aber elf Monate nach seiner Festnahme wieder freigelassen. Eine Präsidentschaftswahl wurde am 4. Mai 1982, Monate nach einer Verfassungsänderung, die eine direkte Wahl des Staatsoberhaupts des Landes ermöglichte, abgehalten. Dibba wurde vom amtierenden Präsidenten Dawda Jawara klar besiegt (Stimmenverteilung: 27,6 % zu 72,4 %). Er trat wieder als Präsidentschaftskandidat der NCP 1987 und 1992 an, erreichte aber jeweils nur die zweitmeisten Stimmen nach Jawara.
Nach dem Sturz der Regierung Jawara 1994 wurden die NCP und andere politische Parteien verboten. Das Verbot der NCP wurde Mitte 2001 erlassen und Dibba trat als Gegenkandidat bei den Präsidentschaftswahlen an, die am 18. Oktober dieses Jahres stattfanden. Er wurde vom amtierenden Präsidenten Yahya Jammeh besiegt, wurde Vierter von fünf Kandidaten und erreichte 3,8 % der abgegebenen Stimmen.
Legislative Wahlen wurden im Januar 2002 abgehalten. Auf ihrer ersten Sitzung am 3. Februar 2002 wählten die Abgeordneten Dibba zum Sprecher der Nationalversammlung.
Dibba starb im 71. Lebensjahr am 2. Juni 2008 im Royal Victoria Teaching Hospital in Banjul an einem Herzinfarkt.